# Parafia św. Marcina w Mazowszu
Parafia Świętego Marcina w Mazowszu – parafia rzymskokatolicka, znajdująca się w diecezji włocławskiej, w dekanacie czernikowskim. 

## Duszpasterze
- proboszcz: ks. Zbigniew Kwiatkowski (od 2008)

## Kościoły
- kościół parafialny: Kościół św. Marcina w Mazowszu